# Melt
Koordinaten: 51° 45′ 29,6″ N, 12° 26′ 55″ O
Das Melt (bis 2020 in Eigenschreibweise Melt!, deutsch Schmilz! oder Schmelzt!, seit 2022 MELT) war ein Musikfestival, das erstmals im Jahr 1997 veranstaltet wurde. Ab 1999 fand das Festival bei Gräfenhainichen in der „Stadt aus Eisen“ Ferropolis im Rahmen der Musikfeste Sachsen-Anhalt statt. Die letzte Ausgabe lief im Jahr 2024.

## Geschichte

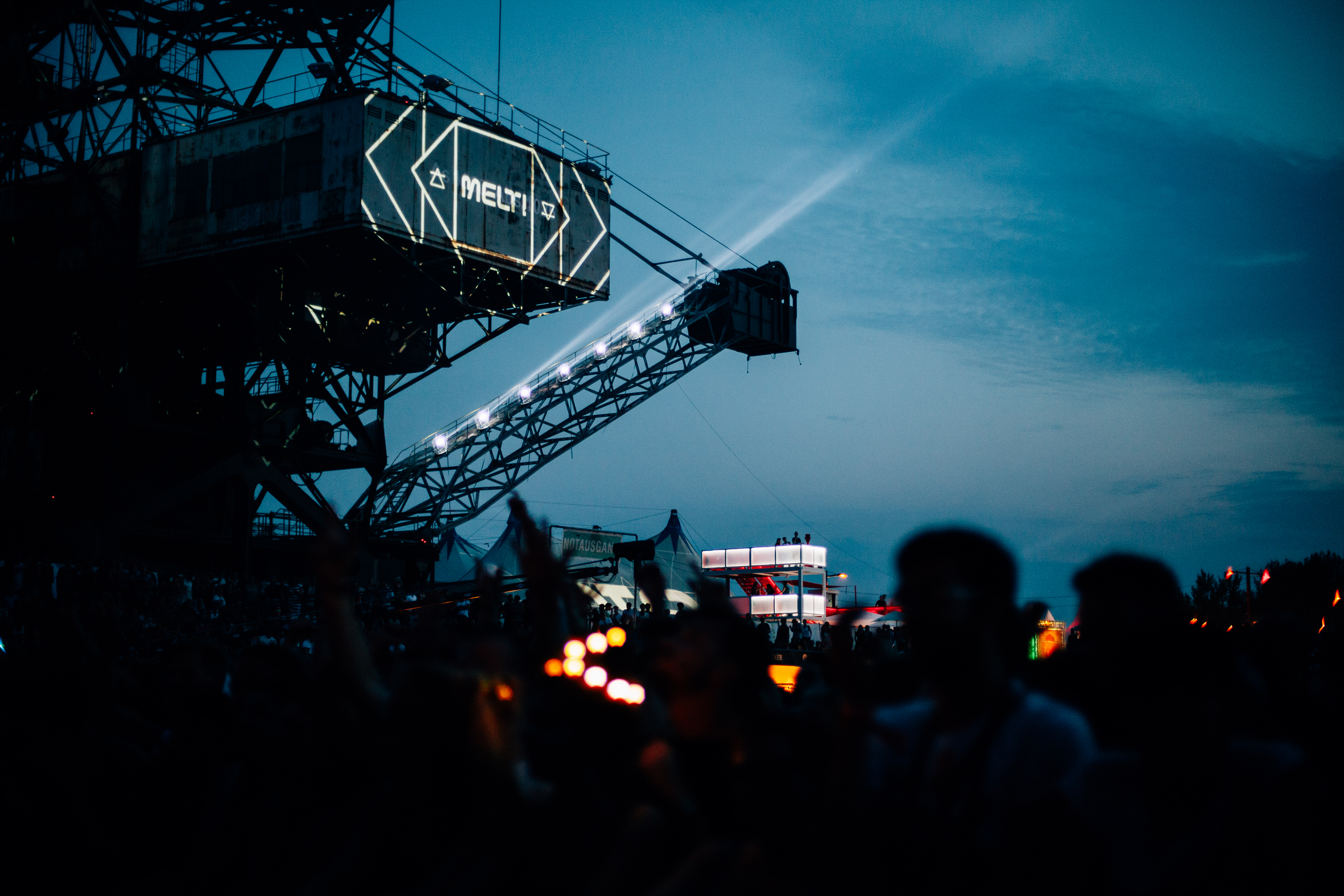
Melt! 2014

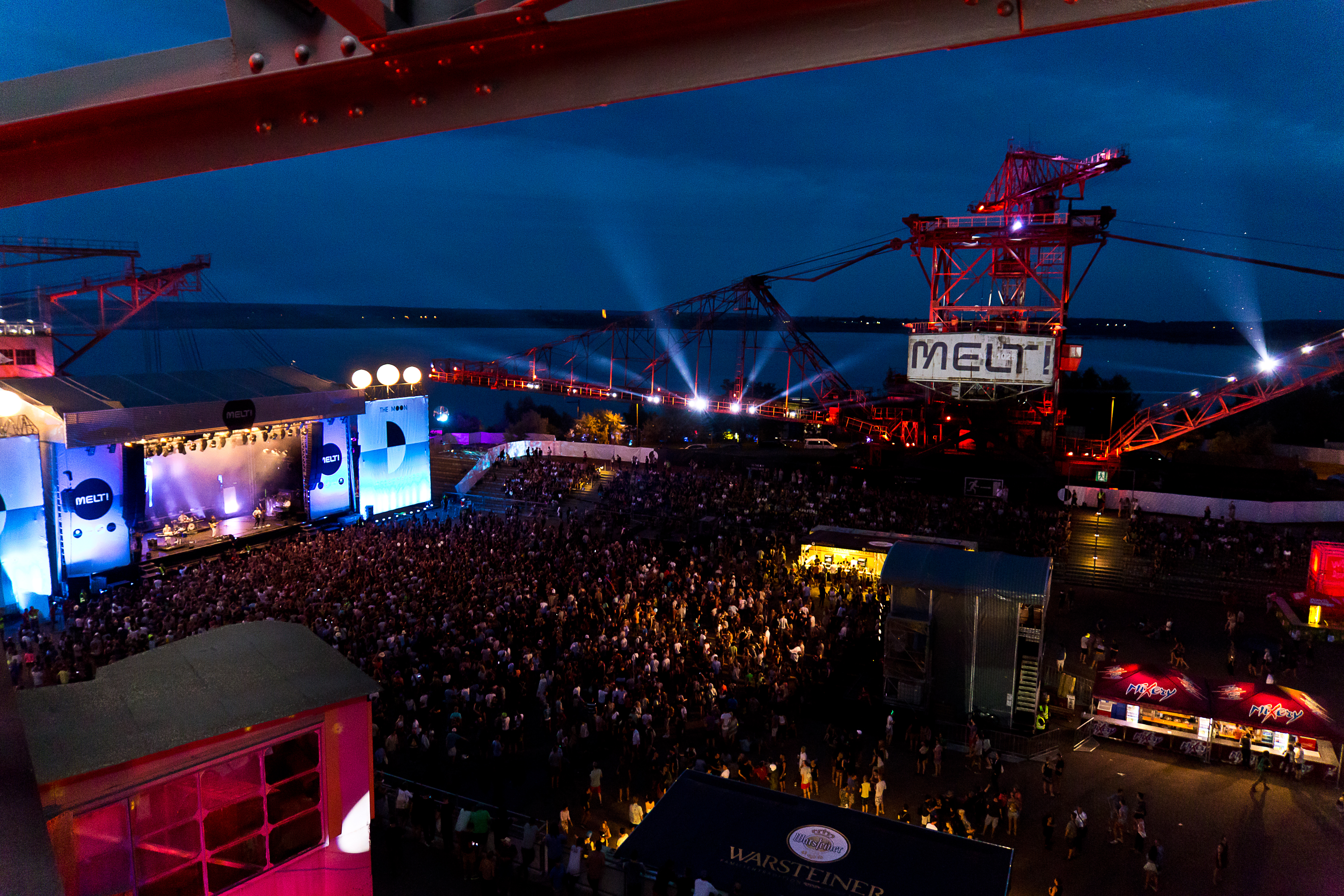
Main Stage und Absetzer beim Melt! 2015

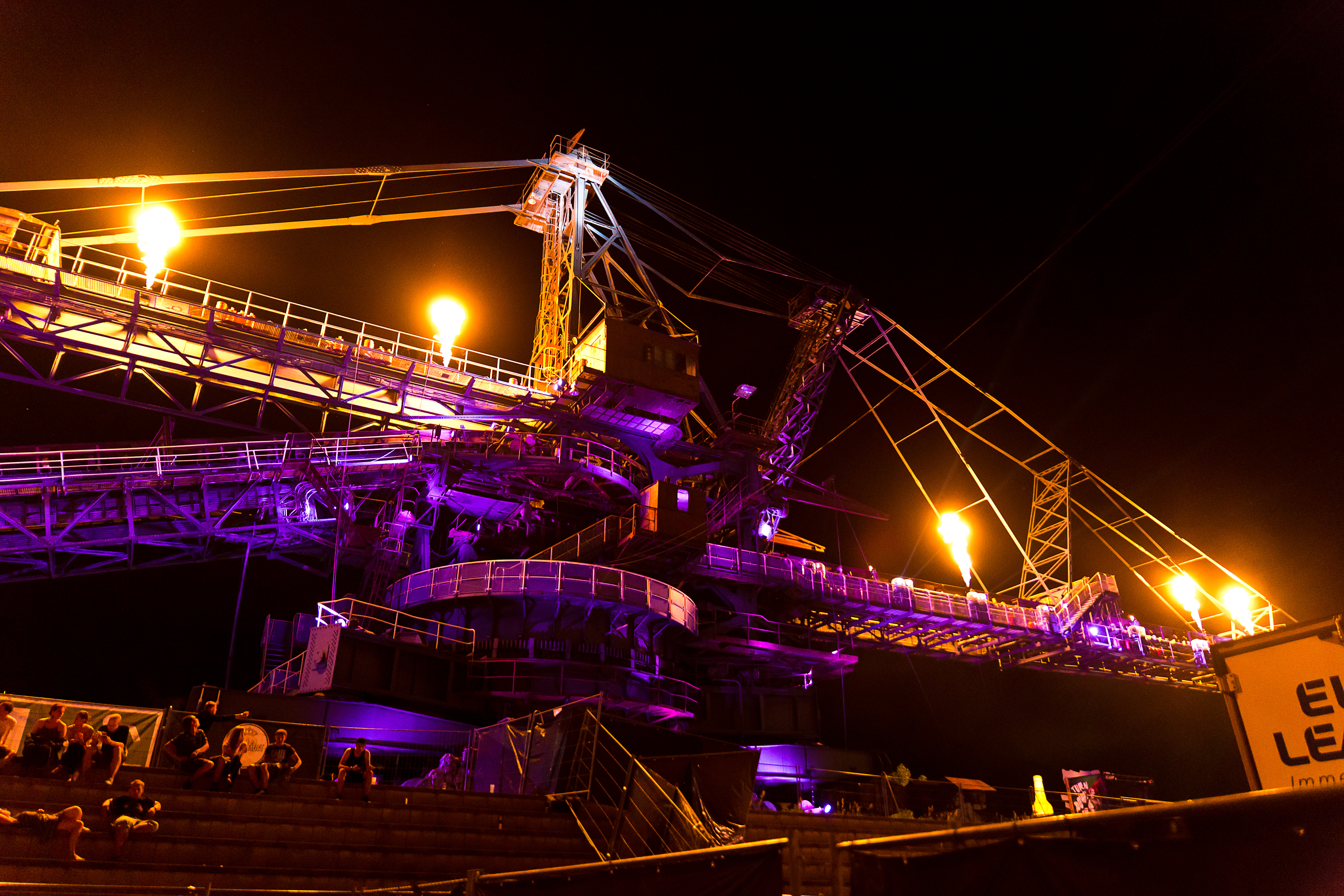
Feuershow an einem Absetzer beim Melt! 2015

Schauplatz des ersten Melt-Festivals war der Bernsteinsee in Velten in Brandenburg, das zweite Mal wurde das Festival auf dem Flugplatz Lärz ausgerichtet. 1999 fand das Melt erstmals auf dem Ferropolis-Gelände bei Gräfenhainichen statt, wo es bis 2024 einmal jährlich gastierte.
2003 musste das Festival aufgrund von zurückhaltendem Sponsorenverhalten sowie widrigen Wetterverhältnissen pausieren. Nach einem Engagement der Zeitschrift Intro kehrte das Melt 2004 mit einem überarbeiteten Konzept zurück. Das Melt-Festival vereint elektronische Musik und Rocksound.
Die Live-Acts spielen im Freiluftmuseum für Braunkohletagebau, der „Ferropolis“ in Gräfenhainichen, zwischen Tagebaugroßgeräten. Im Zentrum des Veranstaltungsortes öffnet sich eine Arena, die an ein römisches Amphitheater erinnert. Von 2008 bis 2019 war das Amphitheater der großen Open-Air-Bühne vorbehalten. Bis 2019 befand sich zudem eine zweite (überdachte) große Bühne (Gemini-Stage) außerhalb. Neben der Gemini-Stage gibt es weitere Bühnen an wechselnden Orten auf dem Gelände. Bei der Big-Wheel-Stage handelt es sich um eine Open-Air-Bühne für DJs und elektronische Live-Acts, die in bzw. unter einem der Schaufelradbagger angeordnet ist.
Zwischen dem eigentlichen Festivalgelände und dem Zeltplatz befand sich bis 2019 zudem der Sleepless Floor, welcher seit 2020 jedoch nicht mehr existiert. Anstelle dessen wurde 2022 eine Bühne am Campinggelände eingeführt, der Beach Club (2022 noch „Club Floor“). 2024 wurde der Sleepless Floor ab Samstag 16:00 Uhr bis zum Ende des Festivals für 24 Stunden unter den Motto One Last Dance durchgängig bespielt.
Headliner auf dem Melt-Festival waren unter anderem: Aphex Twin, Sven Väth, Underworld, Björk, The Streets, Pet Shop Boys, Bloc Party, Róisín Murphy, Bright Eyes vs. The Faint, Röyksopp, Laurent Garnier, Richie Hawtin, The Notwist, Tortoise, Mouse on Mars, Zoot Woman, Peaches, Scissor Sisters, Mando Diao, Miss Kittin, Ellen Allien, Chicks on Speed, Maxïmo Park, LTJ Bukem, Fischerspooner, Phoenix, Deichkind, GusGus und Tocotronic.
2008 fand das Melt!-Festival erstmals über volle drei Tage (von Freitag bis Sonntag) statt. Headliner waren u. a. Björk, Franz Ferdinand und Hot Chip. Mit einem erneuten Besucherrekord von über 20.000 Gästen erreichte das Festival seine Kapazitätsgrenze.
Im Jahr 2009 fand das Festival vom 17. bis 19. Juli statt. Die Headliner waren Oasis, Bloc Party sowie Aphex Twin mit Florian Hecker. Zum ersten Mal in seiner 12-jährigen Geschichte war das Festival ausverkauft. Sowohl im Jahr 2008 als auch 2009 war eine neue Internationalität des Festivals festzustellen. Speziell Musikbegeisterte aus dem Vereinigten Königreich, den Niederlanden und Skandinavien sind mittlerweile in großer Zahl beim Melt! zu finden.
Sowohl im Jahre 2010 als auch 2011 und 2012 war das Festival erneut ausverkauft. Headliner waren 2011 unter anderem Hurts, Pulp, Paul Kalkbrenner, Robyn und Boys Noize.
2012 fungierten M83, Gossip, The Whitest Boy Alive, Justice, Two Door Cinema Club, Modeselektor, Bloc Party, Caribou und The Bloody Beetroots als Headliner.
2013 zählten The Knife, Trentemøller, Woodkid und die Babyshambles zu den Headlinern des Melt.
Im Jahr 2014 zählten Portishead, Röyksopp, Robyn, The Notwist, Moderat, Fritz Kalkbrenner, Metronomy und WhoMadeWho zu den Headlinern.
2015 krönten Alt-J, Kylie Minogue, Giorgio Moroder, London Grammar, Tocotronic und über 120 weitere Acts das Line-up. Headliner 2016 waren u. a. Oliver Koletzki (Donnerstag), Tame Impala (Freitag), Deichkind (Samstag) und Disclosure (Sonntag).
Im Jahr 2020 musste das Melt! aufgrund der COVID-19-Pandemie abgesagt werden. Im Zuge dessen kündigten die Veranstalter Veränderungen für 2021 an. So wird das Festival nicht wie gehabt im Juli stattfinden, sondern bereits Anfang Juni. Das Festival musste jedoch pandemiebedingt trotzdem abgesagt werden.
Im Juni 2022 fand das Festival unter dem Hashtag #anewworld erstmalig wieder statt. Auffällig war, dass von nun an auf die Mainstage im großen Amphi-Theater verzichtet wurde. Insgesamt spielten über 200 Acts auf dem Festival, unter anderem Fred Again.., Headie One, Jamie xx, Little Simz und Ostbam.
2023 fand das Melt an insgesamt drei Tagen statt, vom 08.–11. Juni. Über 150 Bands und DJs spielten in Ferropolis, unter anderem Bicep (live), Róisín Murphy, Shygirl, Solomun und viele mehr.
Für 2024 zieht das Melt wieder zurück in den Juli und findet von 11.–13. Juli statt.
Ende Mai 2024 kündigten die Veranstalter an, dass die Ausgabe 2024 die letzte sein wird. Eine Fortführung der Veranstaltungen sei aus diversen Gründen nicht möglich, etwa wegen steigender Kosten und des Einbruchs der Besucherzahlen von 25.000 zu Höchstzeiten auf etwa 15.000. Nachfolgeformate seien bereits in Planung, jedoch nicht mehr unter dem Namen Melt und am üblichen Veranstaltungsort.